# 战斗社
战斗社是中国历史上的一个托洛茨基主义组织。
该组织成立于1930年夏，由赵济、刘英、王平一、徐乃达等人创建。该组织的创始成员中有一些来自中国布尔什维克列宁主义反对派。
1931年5月1日－3日，战斗社与中国布尔什维克列宁主义反对派、无产者社、十月社等4个托派组织在上海召开了统一大会，合并为“中国共产党左派反对派”，陈独秀出任总书记。